# Lago Tuusula

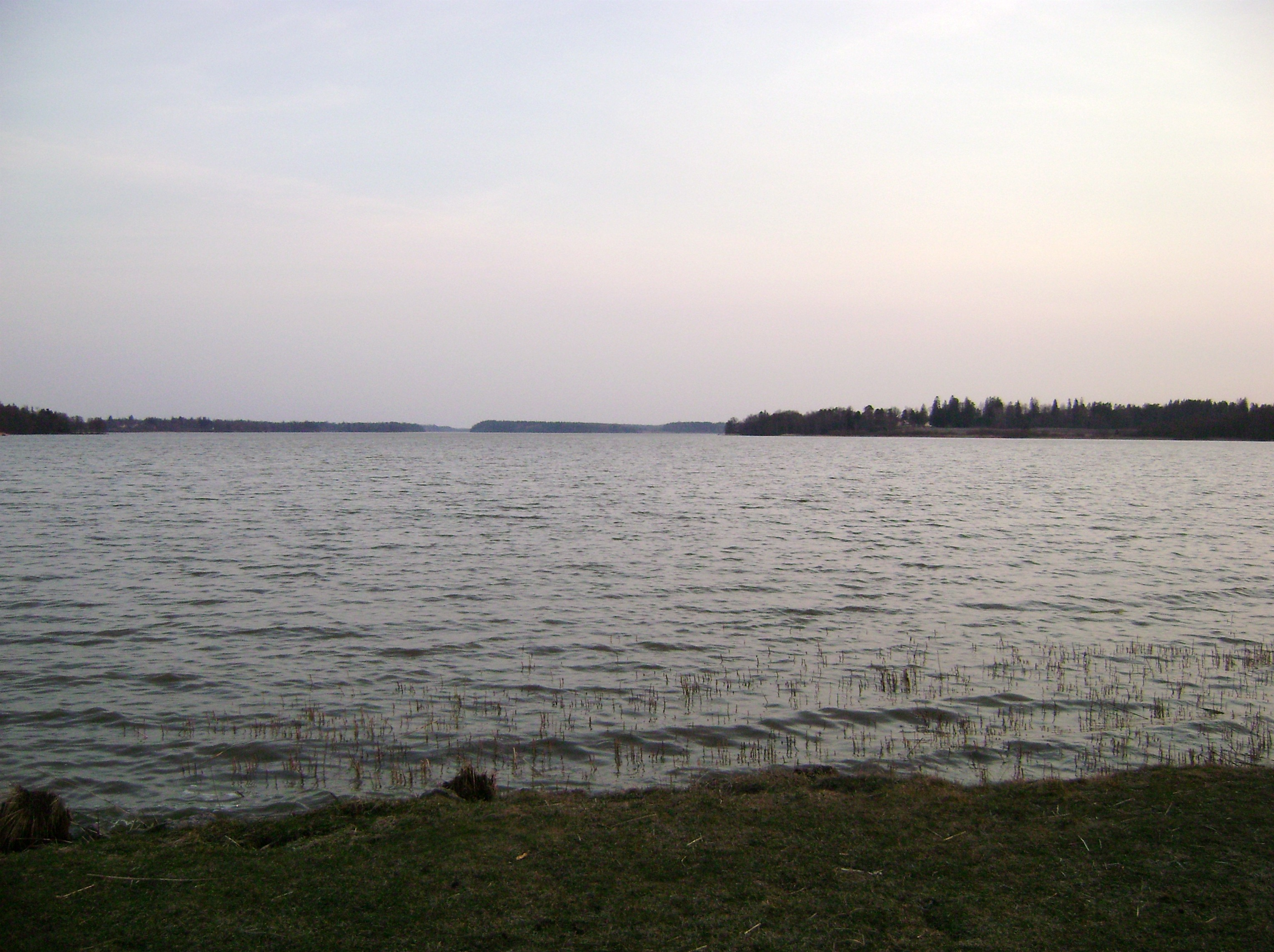
Lago Tuusula

El lago Tuusula o lago Tuusulanjärvi (en finés: Tuusulanjärvi, en sueco: Tusby träsk) es un lago en la frontera de los municipios de Tuusula y Järvenpää en el sur de Finlandia. El lago tiene una superficie de 6 kilómetros cuadrados. Desde comienzos del siglo xx las orillas del lago Tuusula han sido una colonia de artistas. Las casas de Jean Sibelius, Juhani Aho, Pekka Halonen, Eero Järnefelt, Joonas Kokkonen, y Aleksis Kivi están situadas a la orilla de este lago.
La Asociación para la Protección del Agua del Lago Tuusulanjärvi ha tomado medidas para salvar el lago de los efectos de la eutrofización desde principios de la década de 1970. Aparte de la aireación del agua en invierno y la remoción de peces ciprínidos, se introduce agua adicional al lago proveniente del acueducto de Päijänne.